# Langenschlage

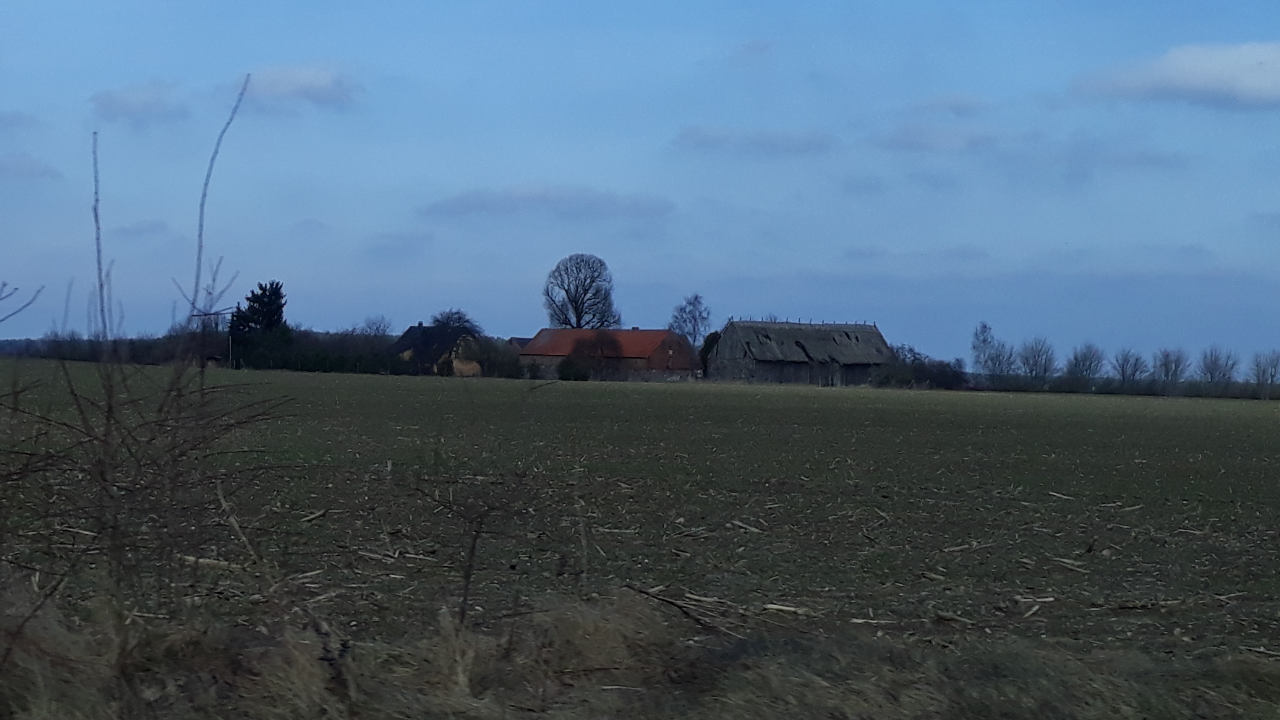
Wohnplatz Langenschlage (Gemeinde Schwarz, Landkreis Mecklenburgische Seenplatte), 2018

Langenschlage ist ein Wohnplatz der Gemeinde Schwarz des Amtes Röbel-Müritz im Landkreis Mecklenburgische Seenplatte in Mecklenburg-Vorpommern.

## Geographie
Langenschlage liegt westlich des Alten Mühlenbergs rund ein Kilometer vom Hauptort Schwarz und rund drei Kilometer von Buschhof entfernt an der Landesstraße 25. Der Ort besteht aus zwei Höfen, die sich in einem Abstand von rund 200 m erstrecken. Die zu DDR-Zeiten bestehende LPG „Fritz Reuter“ Schwarz war ebenfalls naheliegend. Direkt vor dem Ort befand sich die Silage der LPG.
Die hier bereits abgebaute Bahnstrecke Wittenberge–Strasburg verläuft nördlich.

## Verkehrsanbindung
Über die L 25 gelangt man nach Buschhof (wo bis 1998 ein Bahnhof in Betrieb war) und nach Wittstock. In die andere Richtung gelangt man über Schwarz nach Diemitz und Mirow sowie über die B198 nach Wesenberg und Neustrelitz. Der nächste Bahnhof, der noch in Betrieb ist, befindet sich in Mirow (Bahnstrecke Mirow–Neustrelitz). Der Busverkehr wird durch die MVVG betrieben. Die Bushaltestelle befindet sich am Abzweig nach Langenschlage.